# Le Chanteur espagnol
 (octobre 2017).
Si vous disposez d'ouvrages ou d'articles de référence ou si vous connaissez des sites web de qualité traitant du thème abordé ici, merci de compléter l'article en donnant les références utiles à sa vérifiabilité et en les liant à la section « Notes et références ».
Le Chanteur espagnol est une peinture à l'huile sur toile réalisée par le peintre Édouard Manet en 1860, conservée à New York au Metropolitan Museum of Art.

## Description
Le tableau est un portrait de grand format d'un guitariste habillé d'une veste noire, d'un chapeau noir et de pantalons gris. De sa cuisse droite, l'homme soutient son instrument six cordes dont il joue tout en chantant la bouche grande ouverte, la tête tournée vers la droite, le regard tourné vers un point situé hors-champ. Il est assis sur un banc de couleur verte, sur lequel Manet a signé et daté son tableau. À ses pieds, on remarque un mégot encore fumant, une jarre à vin en terre cuite rouge et deux oignons.
Cette toile a été exécutée à l'atelier d'après un modèle vivant.
La toile, en raison de son réalisme et de l'exotisme qu'elle dégage, est caractéristique de la période dite « hispanisante » de Manet, au cours de laquelle ce dernier fut inspiré par la peinture espagnole, en particulier par certains tableaux de Diego Vélasquez et de Murillo.
L'Espagne étant à la mode — l'impératrice Eugénie y ayant fortement contribué — le Chanteur permit pour la première fois à Manet d’être accepté au Salon en 1861, où il put également exposer le Portrait de M. et Mme Auguste Manet, exécuté également en 1860 et représentant ses parents. Le Chanteur espagnol obtint la mention honorable et plut non seulement à Charles Baudelaire mais aussi à Théophile Gautier, qui en loua la « couleur très vraie » et la « brosse vaillante ». Toutefois, ce succès officiel de Manet ne fut que de courte durée et allait bientôt laisser place aux scandales à répétition.

## Autres tableaux hispanisants d'Édouard Manet au Metropolitan Museum of Art
Trois autres toiles de la même période sont exposées à New York au Metropolitan Museum of Art :

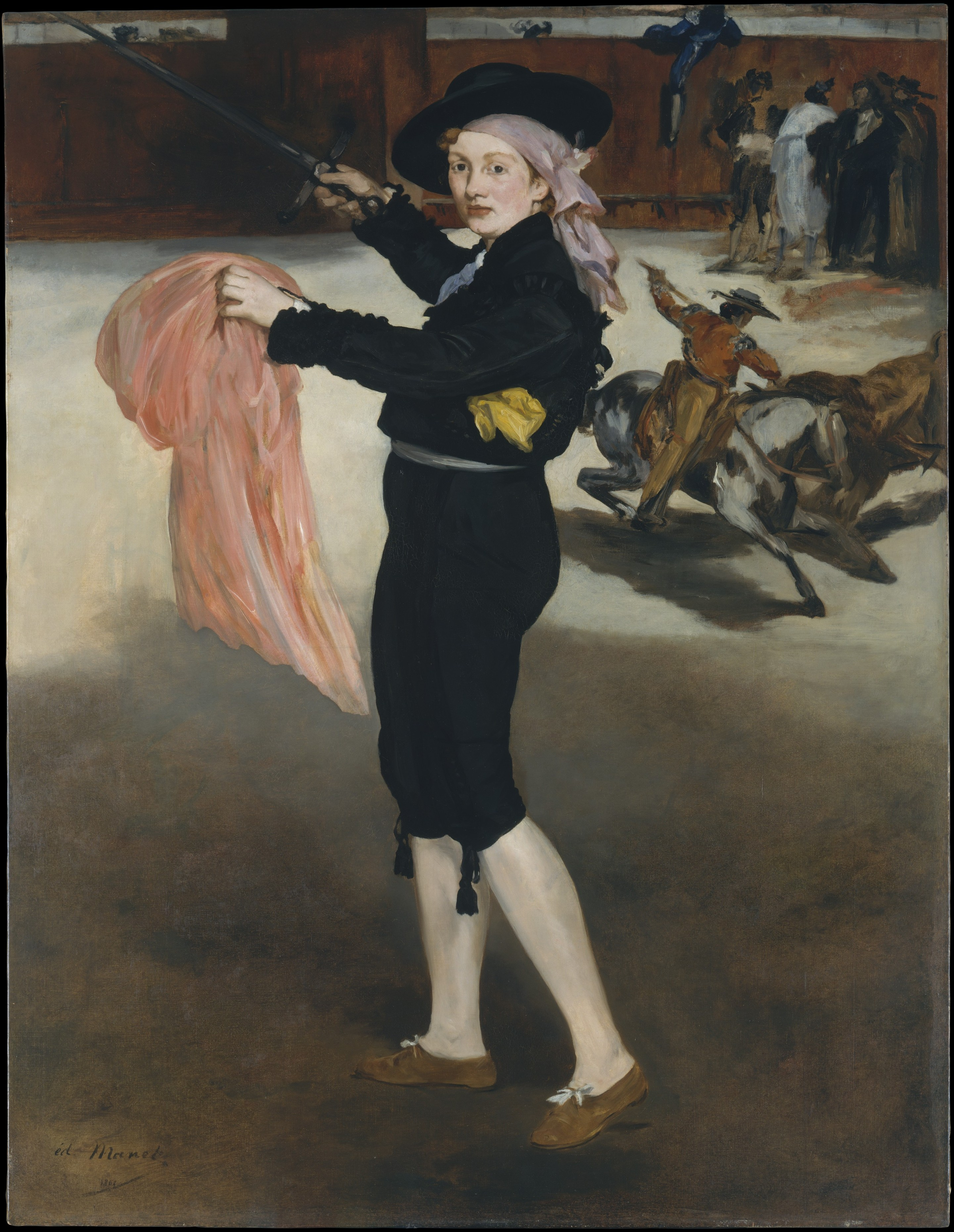
Mlle V. en costume d'espada (1862).
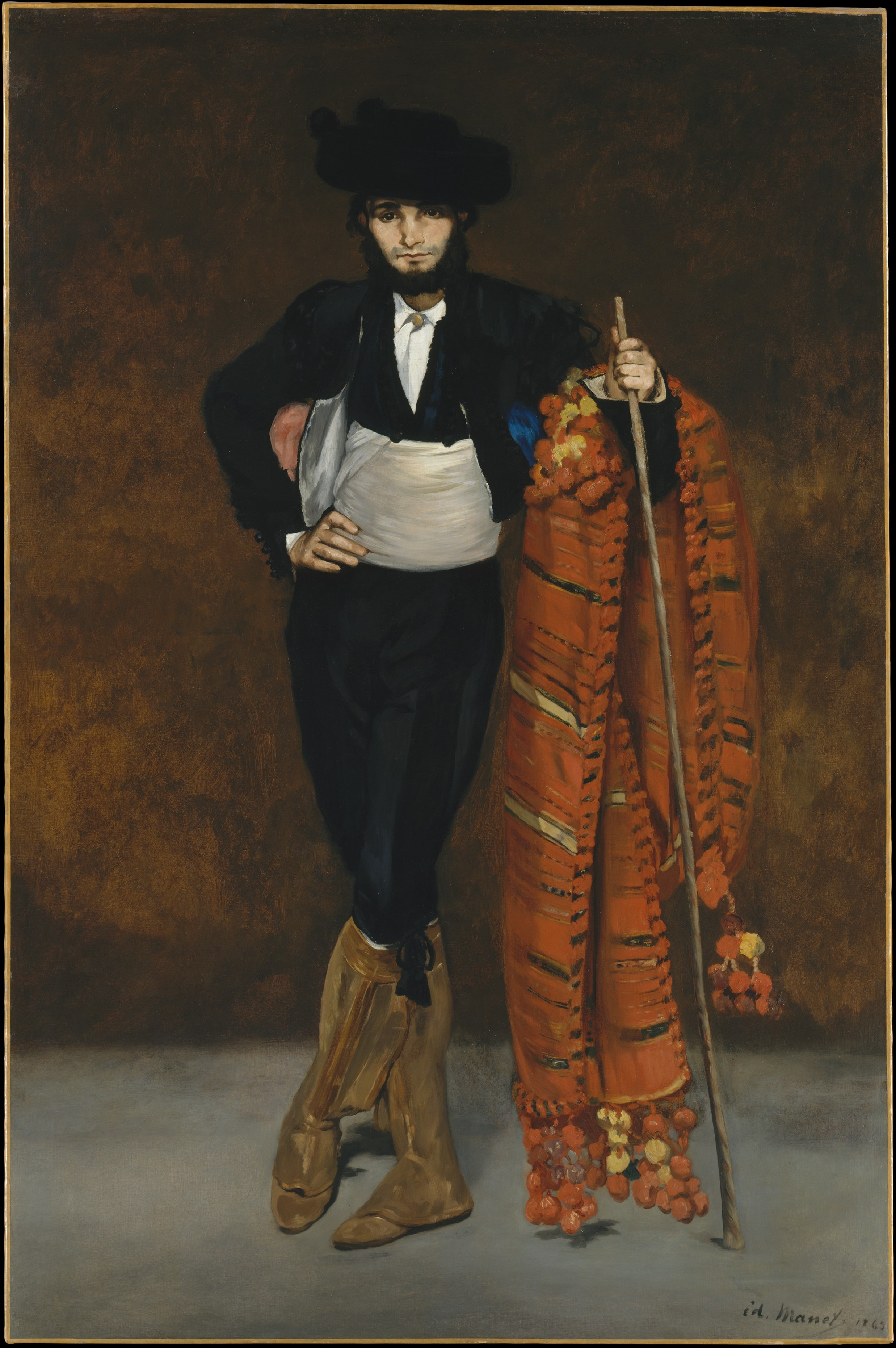
Jeune homme en costume de majo (1863).
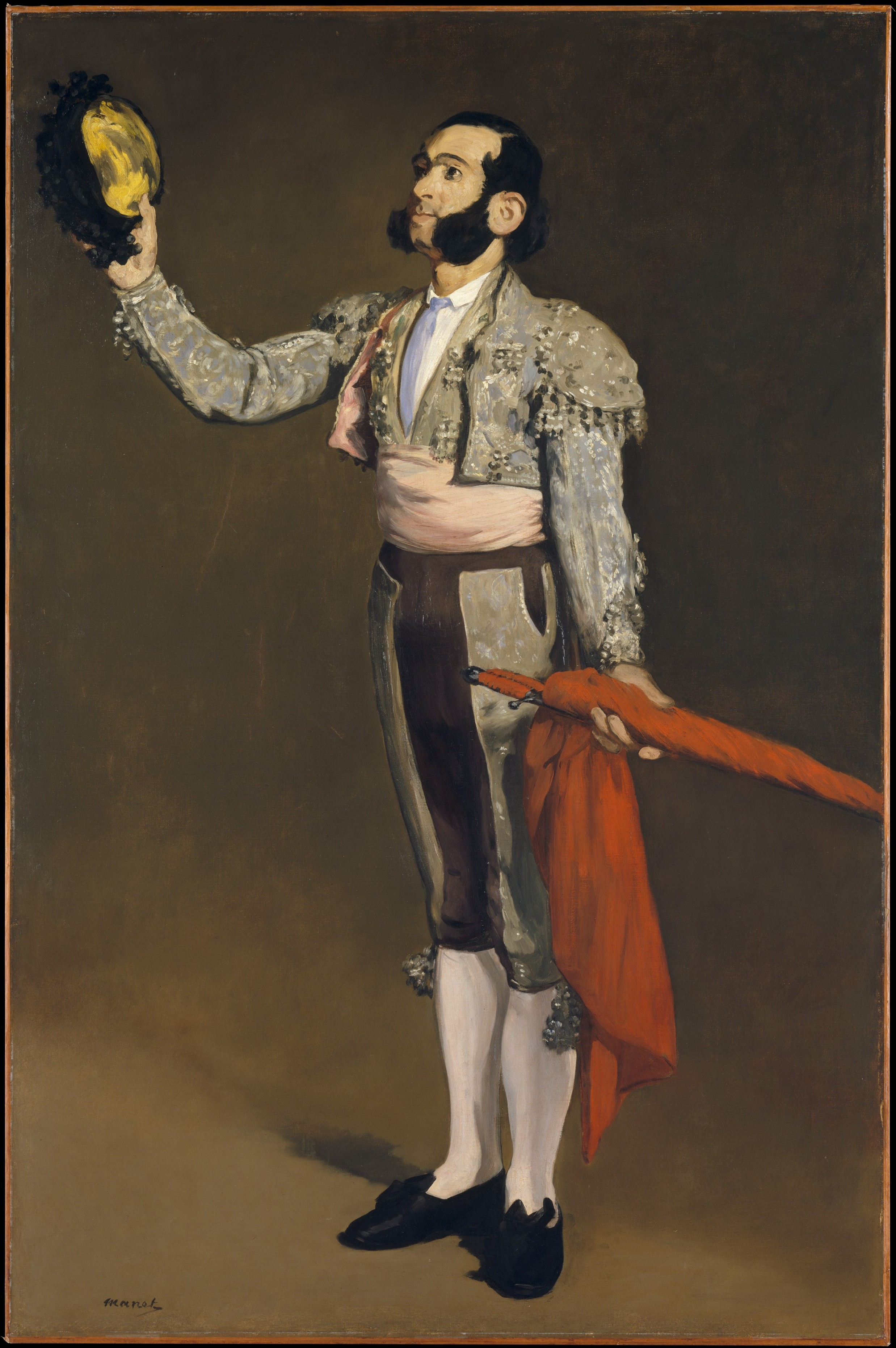
Le Matador saluant (1866–1867).